# Bernardo Valdivieso
Bernardo Valdivieso (Loja, Ecuador, 1745 – 1805) fue un filántropo y promotor de la educación en el Corregimiento de Loja durante la época hispana. Ocupó diversos cargos públicos, entre ellos regidor del Cabildo de Loja y comandante de milicias. En su honor, lleva su nombre el Colegio Bernardo Valdivieso, el primer establecimiento de educación secundaria en la ciudad de Loja y uno de los más antiguos del Ecuador. Un monumento en su ciudad natal conmemora su figura.

### Biografía
Bernardo Valdivieso fue hijo de Bernardo de Valdivieso y Estrada, y de María González de las Eras. Obtuvo en Lima el título de doctor en Jurisprudencia. Fue un prohombre ilustre, descendiente de una familia de encomenderos asentada en el Corregimiento de Loja, entonces parte de la Real Audiencia de Quito dentro del Virreinato del Perú, y posteriormente adscrita al Virreinato del Nuevo Reino de Granada.
Vivió en una época de importantes transformaciones, bajo los reinados de Fernando VI, Carlos III y Carlos IV de España, monarcas borbones del Absolutismo Ilustrado. Este modelo de gobierno se distanció del espíritu religioso y humanista de la dinastía de los Habsburgo, que había sentado las bases del Imperio español, convertido en la primera potencia hegemónica de la Modernidad. Valdivieso vivió los últimos años del esplendor imperial español, y falleció en 1805, justo cuando comenzaba su declive.

### Contexto histórico
En tiempos de Bernardo Valdivieso, el Imperio español abarcaba más de la mitad del territorio actual de los Estados Unidos —incluyendo parte de Alaska—, además de las Filipinas (adscritas al Virreinato de Nueva España), territorios en África y Oceanía, así como los reinos peninsulares de Castilla, Aragón, los Países Bajos, Sicilia, Cerdeña, Malta, Toscana y Milán. Era conocido como "el imperio donde nunca se pone el sol".
Todos los nacidos en los territorios hispánicos eran considerados súbditos con iguales derechos y garantías individuales. De hecho, los pueblos indígenas gozaban de una especial protección por parte de la Corona. Los dominios americanos estaban organizados en principio en dos virreinatos: el de Nueva España (México), y el virreinato del Perú. 
Con el objetivo de mejorar la administración de un imperio que se estimaba en más de 20 millones de kilómetros cuadrados, Carlos III promovió la creación de nuevos virreinatos: Nueva Granada (1739) —que incluía los actuales territorios de Ecuador, Colombia, Venezuela, Panamá y parte de Centroamérica— y el virreinato de Río de la Plata (1777), que comprendía Argentina, Uruguay, Paraguay, parte de Brasil y la Guinea Ecuatorial en África. En esta reorganización, la Gobernación de Loja, originalmente parte del Virreinato del Perú, fue incorporada al de Nueva Granada, decisión que muchos consideraron innecesaria.
Las reformas económicas impulsadas por Carlos III tampoco fueron bien recibidas en América, ya que permitieron la entrada de productos extranjeros —principalmente ingleses y holandeses— en perjuicio de la industria manufacturera hispanoamericana. A nivel administrativo, los nuevos funcionarios, influenciados por el pensamiento ilustrado, descuidaron los principios y valores que habían sido fundamentales bajo los Habsburgo.
Uno de los hechos que más impactó en la vida intelectual y educativa de la época fue la expulsión de los jesuitas de todos los dominios españoles en 1767. Esto provocó una grave crisis en la educación, pues la Compañía de Jesús administraba numerosos colegios y misiones en América. Esta decisión, influida por motivos políticos y económicos, fue atribuida al Motín de Esquilache y ha sido interpretada por algunos historiadores como parte de un complot masónico para debilitar a la Iglesia y apropiarse de los bienes jesuíticos.
Entre las instituciones afectadas estuvo el Colegio de Loja, fundado por los jesuitas en 1727, que quedó abandonado tras su expulsión. Es entonces cuando surge la figura de Bernardo Valdivieso. Consciente de la importancia de la educación para el desarrollo de su región, dedicó sus esfuerzos y recursos a reactivar este espacio educativo, lo que lo convirtió en una figura fundamental en la historia intelectual y social de Loja.

### Obra
Durante su gestión como regidor del Cabildo de Loja, Bernardo Valdivieso impulsó decididamente la educación de la juventud lojana, utilizando incluso su fortuna personal para ese fin. A su muerte, dejó establecido en su testamento el legado de cinco grandes haciendas a favor del Colegio de Loja, con la intención de que sus rentas sostuvieran la institución de manera permanente.
Sin embargo, el Cabildo de Loja emprendió un prolongado litigio que se extendió por cerca de cuarenta años, con el objetivo de anular la voluntad testamentaria del filántropo. Valdivieso tuvo dos hijos naturales: José Eulalio y Francisca. Designó como administrador de sus bienes a José Eulalio, quien murió violentamente en septiembre de 1813, asesinado por un esclavo en la hacienda de Casanga.
Cabe recordar que, tras el Tratado de Utrecht (1713), que puso fin a la Guerra de Sucesión Española, la Corona se vio obligada a permitir el comercio de esclavos africanos en sus dominios. Este comercio se convirtió en una fuente de grandes beneficios para potencias como Inglaterra, a costa de graves consecuencias sociales y humanas en América.
Poco antes de su muerte, José Eulalio había presentado quejas ante el Cabildo lojano sobre la conducta de ciertos esclavos, entre ellos uno que se había fugado y otro que se negaba a entregar su cuchillo. Tras su asesinato, el destino de las haciendas legadas por Bernardo Valdivieso quedó en entredicho: mediante una retroventa de cuestionable legalidad realizada en noviembre de 1840, estas propiedades pasaron a manos de doña Gertrudis de Valdivieso.
En 1823, durante su breve paso por Loja, Simón Bolívar intentó reactivar el funcionamiento del Colegio de Loja. Sin embargo, el esfuerzo fue efímero, ya que el gobierno republicano terminó por despojar a la institución de sus rentas. Finalmente, en 1826, tras superar una serie de obstáculos legales, el colegio reabrió sus puertas bajo el nombre de Colegio San Bernardo, más tarde denominado Colegio Bernardo Valdivieso.
Este colegio, que contaba con una escuela para niños que nunca dejó de funcionar ni siquiera tras la expulsión de los jesuitas, también dispuso de un fondo para contratar una preceptora encargada de la educación de niñas. Fue deseo expreso del filántropo lojano incluir en el plan de estudios la enseñanza del álgebra, además de otras materias fundamentales.
De este colegio surgiría, con el tiempo, la Facultad de Derecho y Ciencias Sociales, que a su vez daría origen a la Universidad Nacional de Loja, fundada en 1943 durante el gobierno de Carlos Arroyo del Río.

### Personajes contemporáneos
Bernardo Valdivieso fue contemporáneo del historiador jesuita Juan de Velasco y del médico, abogado y periodista quiteño Eugenio de Santa Cruz y Espejo, aunque no existen evidencias de que hayan llegado a conocerse personalmente. Espejo, una figura destacada del pensamiento ilustrado en Quito, fue un férreo crítico del absolutismo borbónico y, especialmente, de las reformas de Carlos III. Sus escritos le valieron la persecución política y lo obligaron a refugiarse en Bogotá.
Entre sus principales críticas estaban las nuevas divisiones territoriales, el centralismo administrativo, el afrancesamiento superficial de las élites criollas y la apertura al contrabando inglés, que minaban la economía local. A esto se sumaba la progresiva escasez de recursos en los virreinatos americanos, resultado de las guerras constantes y del esfuerzo por combatir la piratería inglesa, holandesa y francesa que asolaba las rutas comerciales españolas.
Cuando Valdivieso tenía alrededor de 30 años, España desempeñó un papel clave en la independencia de las Trece Colonias británicas en América del Norte. A través de apoyo militar, logístico y financiero, contribuyó decisivamente a la emancipación de lo que sería luego los Estados Unidos de América. El gobernador español Luis de Unzaga y Amézaga fue quien sugirió el nombre de la nueva nación y brindó asesoría política crucial a George Washington, evitando su destitución tras repetidas derrotas. El propio Washington reconocería más tarde: "Sin la ayuda de España no hubiera sido posible la independencia de los Estados Unidos de América."
Otros militares españoles como Luis de Córdova, y Bernardo de Gálvez desempeñaron también un papel estratégico en ese proceso. A pesar de estos logros, España comenzaba a perder su posición de poder global. Sin embargo, su influencia perduraba: el real de a ocho español, primera moneda de curso internacional, seguía siendo la divisa más sólida del mundo. Tal fue su importancia que sirvió como modelo para el dólar estadounidense, conocido inicialmente como Spanish Thaler, cuyo símbolo "$" derivaba de la "S" de Spanish y de las dos columnas de Hércules representadas en la moneda.

### Muerte
La Revolución Francesa de 1789, ocurrida apenas seis años antes de la muerte de don Bernardo de Valdivieso, marcó el inicio de una era convulsa de guerras, violencia y transformaciones sociales de enorme trascendencia. Pocos años después del fallecimiento de Valdivieso, en 1805, las oligarquías financieras anglosajonas impulsaron la fragmentación del mundo hispanoamericano mediante las guerras de independencia, que en realidad fueron guerras civiles, de secesión y fratricidas. Como resultado, surgieron una veintena de repúblicas, muchas de ellas profundamente endeudadas con la banca británica y, lo que es peor, enfrentadas entre sí, sumidas en luchas internas y con sus recursos naturales controlados por intereses extranjeros.
Estas guerras no solo destruyeron la industria y el comercio de Hispanoamérica, sino que dejaron también cientos de miles de muertos. En 1824, Simón Bolívar despojó a los pueblos indígenas de sus tierras comunales; en 1826 lo haría José María Pombo en Colombia, y veinte años más tarde, Benito Juárez en México. Hasta entonces, muchos pueblos indígenas conservaban títulos de propiedad emitidos mediante cédulas reales. Con la independencia, perdieron sus tierras y los privilegios que las protegían. Estas fueron rematadas y terminaron en manos de las nuevas élites republicanas, que redujeron a los indígenas a condiciones serviles.

### Monumento
En honor a Bernardo de Valdivieso se erige un monumento en la plaza central de la ciudad de Loja, frente a la iglesia Catedral. Se trata de una estatua de bronce oscuro, de 1,85 metros de altura, representando una figura pedestre sin espada ni botas, lo que sugiere un homenaje a un hombre de letras antes que a un militar.
La escultura fue encargada al artista francés Léo Laporte-Blairsy y fue inaugurada el 24 de mayo de 1909, luego de una prolongada disputa entre liberales y conservadores. Estos últimos pretendían levantar en la plaza una imagen de la Inmaculada Concepción de la Virgen María, advocación bajo la cual fue fundada la ciudad en 1548. Sin embargo, la facción liberal se impuso, logrando erigir la estatua de don Bernardo de Valdivieso.
Desde un inicio, la fidelidad de la estatua respecto a la apariencia real del filántropo lojano fue motivo de controversia. La indumentaria representada no concuerda con la de un caballero hispano de fines del siglo XVIII. La capa gruesa y pesada resulta anacrónica en relación con el clima y la moda de la época. La barba y el peinado tampoco se corresponden con las costumbres hispánicas de entonces, cuando no se estilaba el uso de barba y el cabello, con rizos en las sienes, se recogía en una coleta, como se ve en la imagen de Bernardo de Gálvez en el cuadro de Ferrer-Dalmau.
Tampoco la levita de solapas anchas y cuatro botones que muestra la estatua responde a la moda de su tiempo, sino que esta pertenece más bien a la estética napoleónica de principios del siglo XIX. Solo las calzas con hebillas, el calzón y las medias de seda hasta las rodillas son coherentes con el contexto histórico en que vivió Valdivieso. La amplia capa que muestra la estatua, la esclavina y el estilo general de la escultura remiten más a un prócer anglosajón de mediados del siglo XIX. Los retratos de esa época hispana muestran, en cambio, casacas largas de mangas bordadas, chupas (chalecos) con numerosos botones, sombreros de tres picos y, ocasionalmente, la capa española de esclavina corta.

### Estatua a Bernardo de Valdivieso
La estatua fue encargada casi un siglo después de la muerte de don Bernardo valdivieso, y todo indica que quienes la promovieron no contaban con retratos ni descripciones fiables del prócer. En algún momento circuló la versión de que, durante el desembarco en Puerto Jelí, hubo una confusión y que la verdadera estatua de Valdivieso habría sido enviada por error a otro destino, posiblemente Chile. No obstante, esta hipótesis resulta más inverosímil que cualquiera de los supuestos discutidos.
Lo más probable es que el escultor francés no realizara una investigación histórica rigurosa ni se preocupara por representar con fidelidad a un caballero hispano del siglo XVIII. Es posible que optara por reproducir un modelo genérico de prócer anglosajón, conforme al estilo escultórico predominante en su entorno y época. A esto podría sumarse el viejo antagonismo entre Francia y España, reavivado por la reciente memoria de la invasión napoleónica, así como el tradicional desdén de la Ilustración afrancesada hacia todo lo hispano.
Varias placas en el monumento recuerdan su figura:
- “Bernardo Valdivieso, propulsor de la educación - Loja mayo 24 de 1954.”
- Otra placa del colegio Bernardo Valdivieso dice: «Homenaje del colegio Bernardo Valdivieso a su benefactor en el sesquicentenario de su fundación 1826, octubre 22 de 1976»
- La placa del Colegio de abogados[14] de Loja dice: «El Colegio de Abogados de Loja, homenaje al colegio Bernardo Valdivieso en sus fiestas»
- Una placa de la Universidad Nacional de Loja.